# Сергиевский, Константин Александрович
Константи́н Алекса́ндрович Сергие́вский (1914—1994) — советский промышленный деятель, директор Казанского завода точного машиностроения имени М. И. Калинина, Герой Социалистического Труда (1971).

## Биография
Константин Александрович Сергиевский родился в 1914 году в г. Городище (ныне — Пензенской области).
Свою трудовую деятельность, после окончания школы ФЗУ, начал в 1932 году в качестве токаря по холодной обработке металла в инструментальном цехе Пензенского машиностроительного завода. Без отрыва от производства учился на курсах подготовки в ВУЗ, затем по путёвке завода уехал в Ленинград, где поступил в Ленинградский Военно-механический институт, который окончил в 1940 году с дипломом инженера-механика. Работал на Ленинградском механическом заводе им. М. И. Калинина (завод № 4), вместе с которым в начале Великой Отечественной войны был эвакуирован в Казань; продолжал работать на Казанском заводе точного машиностроения (завод № 144), созданном в июле-августе 1941 года на базе эвакуированного завода № 4.
Хороший организатор и технически подготовленный специалист, Константин Александрович успешно справлялся с возложенными на него обязанностями мастера, старшего мастера, технолога и заместителя начальника цеха. Вскоре был назначен начальником сборочно-снаряжательного цеха завода.
С июня 1950 по май 1953 года — секретарь партийного комитета завода. В 1953—1957 годы — главный инженер завода, с 1957 года до выхода на пенсию в 1974 году — директор завода. Казанский завод точного машиностроения производит взрыватели к артиллерийским и минометным выстрелам более 50 систем вооружения, ряд изделий инженерной защиты войск.
Под руководством К. А. Сергиевского шло ускоренное освоение производства новых изделий специального назначения. Удельный вес освоенных новых изделий в общем объёме производства доходил до 65 %. Рост объёма производства опережает рост мощностей предприятия, в связи с этим на заводе развернулась целенаправленная работа по реконструкции существующих мощностей и строительство новых производственных объектов. Активно велось жилищное строительство, строительство детских дошкольных учреждений и других объектов социально-культурного назначения.
За выполнение плановых производственных заданий в 1967 году награждён орденом Трудового Красного Знамени. За успешное выполнение заданий 8-й пятилетки Указом Президиума Верховного Совета СССР от 26 апреля 1971 года Константину Александровичу Сергиевскому присвоено звание Героя Социалистического Труда с вручением ордена Ленина и золотой медали «Серп и Молот». Награждён рядом других государственных наград.
Участвовал в общественной жизни: неоднократно избирался депутатом Казанского городского Совета, а также членом райкома, горкома КПСС.

## Награды
- звание Героя Социалистического Труда с вручением ордена Ленина (26 апреля 1971).
- орден Трудового Красного Знамени (1967)
- медали.